# QED 鬼の城伝説
『QED 鬼の城伝説』（キューイーディー おにのしろでんせつ）は、高田崇史による推理小説。QEDシリーズの第9作である。

## 出版履歴
- 2005年：講談社ノベルス、ISBN 4-06-182409-0
- 2008年：講談社文庫、ISBN 978-4-06-276002-7

## あらすじ
平成8年8月初頭、岡山を訪ねた奈々、沙織、小松崎の一行。そこで起こる殺人事件、そして「桃太郎伝説」の謎を、桑原が解決する。

## 登場人物
桑原 崇（くわばら たかし）
通称、タタル。萬冶漢方（漢方薬局）勤務の薬剤師。本当は、奈々たちと一緒に岡山に向かうはずだったが、同僚の家族に不幸があったため、1人遅れてやってくる。
棚旗 奈々（たなはた なな）
ホワイト薬局勤務の薬剤師。小松崎・沙織とともに岡山へ旅行に行く。
小松崎 良平（こまつざき りょうへい）
通称「熊つ崎」。ジャーナリスト。鬼野辺家で起こった密室殺人の調査で岡山へ向かう。
棚旗 沙織（たなはた さおり）
奈々の妹。私大文学部卒業後、現在は出版関係会社に勤務。城フリーク。今回の岡山旅行にあたって、温羅のことなどを調べてきた。

### 鬼野辺家
鬼野辺 健爾（きのべ けんじ）
鬼野辺家長男。明日香の婚約者。土蔵で撲殺されたのち、首を斬られる。
鬼野辺 圭祐（きのべ けいすけ）
鬼野辺家次男。
鬼野辺 風美子（きのべ ふみこ）
鬼野辺家長女。20歳。
鬼野辺 笙子（きのべ しょうこ）
健爾たちの母。50歳。
鬼野辺 源蔵（きのべ げんぞう）
健爾たちの祖父。10年前、鬼野辺の釜が鳴った2ヶ月後に、屋根から転落死した。
鬼野辺 康一郎（きのべ こういちろう）
健爾たちの父。一昨年、鬼野辺の釜が鳴った3ヶ月後に車にはねられ死亡。

### その他の関係者
妙見 明日香（みょうけん あすか）
岡山市役所観光課勤務。健爾の婚約者。
妙見 巧実（みょうけん たくみ）
明日香の兄。葡萄農家。
八田 久蔵（はった きゅうぞう）
鬼野辺家使用人。
遠童（えんどう）
鬼野辺家の主治医。妻子がいる。
八田 トキ（はった トキ）
久蔵の祖母。85歳。占い師。
桃田 優子（ももた ゆうこ）
明日香の友人。岡山駅近くの小料理屋に勤務。奈々たちの観光案内をする。
猫村 吉子（ねこむら よしこ）
明日香の友人。保健所勤務。桃田とともに奈々たちの観光案内をする。「七福神」のときの事件記事を読んで、小松崎に連絡した。
丸部 隆三（わにべ りゅうぞう）
美作の造り酒屋。遠堂医師の遠い親戚。

### 警察
忍田 悟志（おしだ さとし）
岡山県警捜査第一課警部。
片岡
巡査。忍田の部下。